# Rorippa aurea
Rorippa aurea là một loài thực vật có hoa trong họ Cải. Loài này được (Boiss. & Heldr.) Huber-Mor. miêu tả khoa học đầu tiên năm 1943.